# Єтте Серенсен
Єтте Серенсен (дан. Jette Sørensen, 25 березня 1961) — данська академічна веслувальниця.
Бронзова призерка Олімпійських Ігор 1984 року в складі парної четвірки зі стерновою.